# Jörg Riecke
Jörg Riecke (* 30. Juni 1960 in Bielefeld; † 6. Mai 2019) war ein deutscher Germanist und Sprachwissenschaftler.

## Leben und Wirken
Nach seinem Abitur an der evangelischen Hans-Ehrenberg-Schule in Bielefeld im Jahr 1981 trat Riecke im gleichen Jahr seinen Zivildienst im Städtischen Krankenhaus Bielefeld-Mitte an. Von 1983 bis 1989 studierte er Germanistik, Geschichte und Indogermanistik an den Universitäten in Marburg und Regensburg. An der Universität Regensburg wurde er 1992 als Stipendiat der Studienstiftung des deutschen Volkes mit einer Arbeit über Semantik und Morphologie althochdeutscher Verben, betreut von Klaus Matzel, promoviert. Nach Lehr- und Forschungstätigkeit an den Universitäten Regensburg und Eichstätt, dann als DAAD-Gastdozent an der Masaryk-Universität in Brünn, wechselte er an die Universität Gießen, wo er sich 2003 mit einer Arbeit über die Genese des deutschsprachigen medizinischen Wortschatzes bei Hans Ramge habilitierte und zum Hochschuldozenten ernannt wurde. 2004/2005 vertrat er eine Professur für Historische Sprachwissenschaft an der Johann Wolfgang Goethe-Universität Frankfurt. Im Jahr 2006 erhielt er Rufe an die Universitäten in Hamburg und Heidelberg, ab 2007 war er als Nachfolger von Oskar Reichmann Professor für Germanistische Sprachwissenschaft unter besonderer Berücksichtigung der Sprachgeschichte an der Ruprecht-Karls-Universität Heidelberg. 2010 gründete er zusammen mit Ekkehard Felder und Ludwig M. Eichinger das Europäische Zentrum für Sprachwissenschaften in Heidelberg und Mannheim und war von 2015 bis 2018 Dekan der Heidelberger neuphilologischen Fakultät. Riecke war Mitglied der Kommission für geschichtliche Landeskunde in Baden-Württemberg und Mitglied im Kuratorium der Henning-Kaufmann-Stiftung zur Förderung der deutschen Namenforschung auf sprachgeschichtlicher Grundlage.
Er vertrat die Geschichte der deutschen Sprache von den Anfängen bis zur Gegenwart. Seine Forschungsschwerpunkte waren Etymologie und Wortforschung, Deutsch im östlichen Europa, Schreiben im Holocaust sowie Namenforschung und Geschichte der Sprachwissenschaft sowie des Fachs Germanistik.

## Veröffentlichungen (Auswahl)
- Geschichte der deutschen Sprache. Eine Einführung. Reclam, Stuttgart 2016, ISBN 978-3-15-011056-0.
- Eine Geschichte der Germanistik und der germanistischen Forschung in Heidelberg. Winter, Heidelberg 2016, ISBN 978-3-8253-6647-6.
- Das Herkunftswörterbuch. Etymologie der deutschen Sprache (= Duden. Band 7). 5. Auflage. Berlin/Mannheim/.Zürich 2014, ISBN 978-3-411-04075-9.
- Die Frühgeschichte der mittelalterlichen medizinischen Fachsprache im Deutschen. 2 Bände. De Gruyter, Berlin/New York 2004, ISBN 3-11-017828-1.
- Die schwachen jan-Verben des Althochdeutschen. Ein Gliederungsversuch. Vandenhoeck und Ruprecht, Göttingen 1996, ISBN 3-525-20347-0.
- mit Klaus Matzel und Gerhard Zipp: Spätmittelalterlicher deutscher Wortschatz aus Regensburger und mittelbairischen Quellen. Winter, Heidelberg 1989 (= Germanische Bibliothek: Reihe 2, Wörterbuch), ISBN 3-533-04227-8.

Editionen
- mit Jochen A. Bär und Sebastian Rosenberger: Grimmelshausens Werke, (= Editiones Electronicae Guelferbytanae XX) http://diglib.hab.de/edoc/ed000133/start.htm.
- mit Sascha Feuchert, Scott Kellner, Erwin Leibfried und Markus Roth: „Vernebelt, verdunkelt sind alle Hirne“. Friedrich Kellners Tagebuch 1938–1945. Wallstein, Göttingen 2011, ISBN 978-3-8353-0636-3.
- mit Sascha Feuchert und Erwin Leibfried: Die Chronik des Gettos Lodz/Litzmannstadt 1941–1944. 5 Bände. Wallstein, Göttingen 2007, ISBN 978-3-89244-834-1.
- mit Sascha Feuchert und Erwin Leibfried: „Im Eilschritt durch den Gettotag…“. Oskar Singers Reportagen aus dem Getto Lodz (1942–1944). Philo Verlag, Berlin/Wien 2002, ISBN 3-8257-0281-2.
- zusammen mit Krzysztof Woźniak: Helena Anna Geyer, Aus meinem Leben. Erinnerungen aus den Jahren 1855–1914. Literatura, Lodz 2002, ISBN 83-88484-59-1.

Übersetzungen
- Hans Dernschwamm’s Tagebuch einer Reise nach Konstantinopel und Kleinasien (1553/55). Hrsg. von Franz Babinger. Ins Neuhochdeutsche übersetzt von Jörg Riecke. Duncker & Humblot, Berlin 2014, ISBN 978-3-428-13768-8.